# Winterberg (szczyt)
Winterberg – szczyt w Alpach Berneńskich, części Alp Zachodnich. Leży w Szwajcarii w kantonie Uri. Należy do pasma Alp Urneńskich. Można go zdobyć ze schroniska Voralphütte (2126 m) lub Salbitschijenbiwak (2400 m).